# Phtheochroa vicina
Phtheochroa vicina es una especie de polilla de la familia Tortricidae. 

## Distribución
Se encuentra en Guatemala.